# Charles de Mills (Rose)
Die Rosensorte ‘Charles de Mills’ (syn. ‘Bizarre Triomphante’, ‘Rose Bleue’, ‘Ardoisée’, ‘Maheca de Dupont’, ‘Violette Bronzée’, ‘Charles Mills’, ‘Charles Wills’, ‘Rosa gallica atropurpurea’) ist eine einmalblühende, purpurrote Essig-Rose (Gallica-Rose), die als die perfekteste Alte Gartenrose gilt. Die ab Juni blühende Rose ist durch flache, geviertelte Blütenschalen gekennzeichnet. Die vermutlich bereits vor 1700 in den Niederlanden gezüchtete Rose wurde 1845 erstmals in einem Katalog als ‘Charles de Mills’ bezeichnet. Noch heute ist in der Literatur umstritten, ob es sich bei allen Synonymen um die Rosensorte ‘Charles de Mills’ handelt. Möglicherweise ist die heute als Synonym bezeichnete ‘Bizarre Triomphante’ der ursprüngliche Name dieser Rosensorte.
‘Charles de Mills’ wurde 2015 in die Hall of Fame der Alten Rosen aufgenommen, gehört also zu den sogenannten Weltrosen.

## Ausbildung

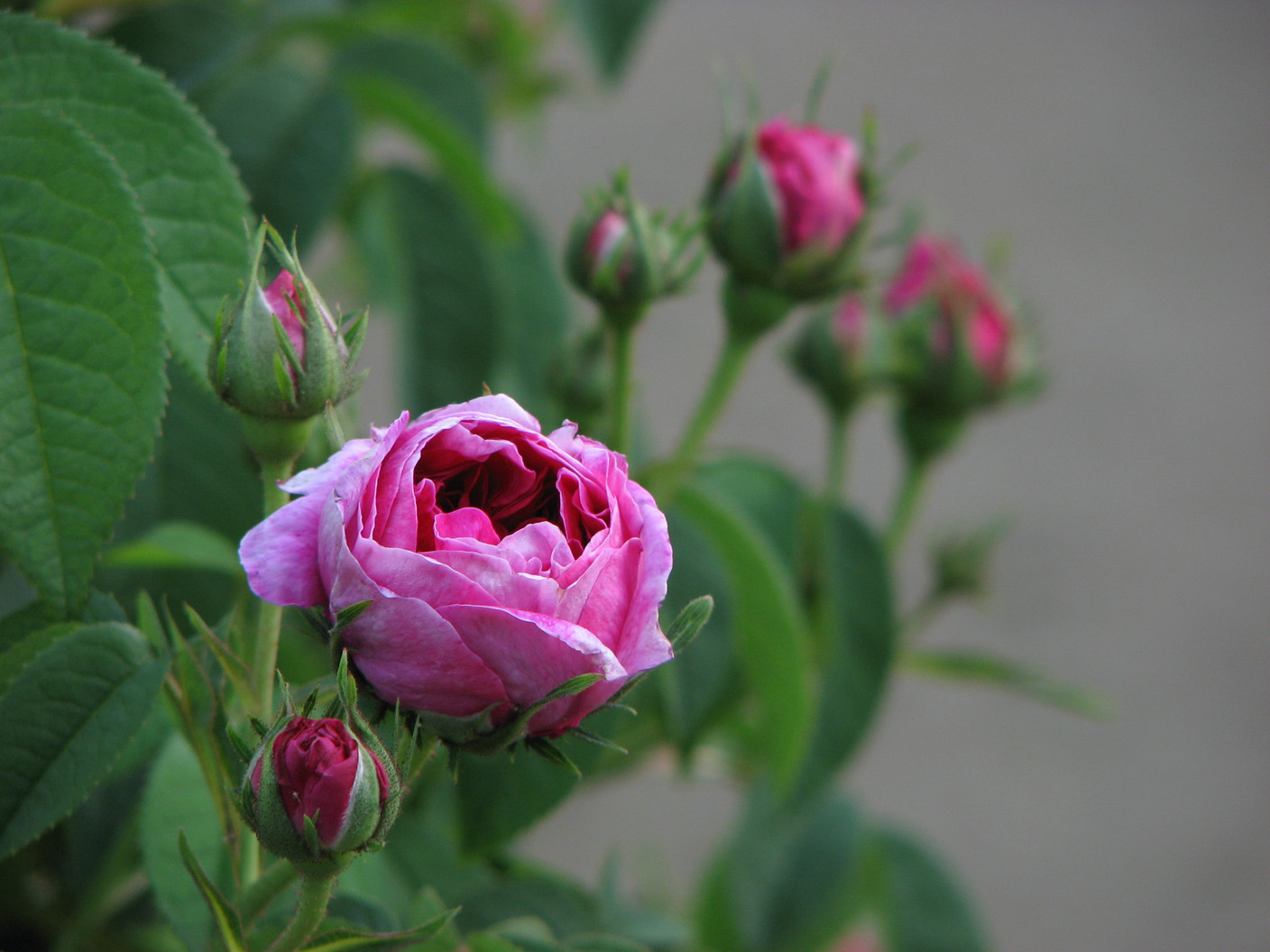
Knospen der Rose ‘Charles de Mills’

Die gedrungen-buschig, aufrecht wachsende Rose 'Charles de Mills' bildet einen kompakten kräftigen Strauch mit langen, gebogenen, leicht überhängenden Trieben aus. Die Rosenpflanze wird etwa 100 cm bis maximal 180 cm hoch und etwa 120 cm bis 150 cm hoch breit.
Die einzeln, mitunter auch in Büscheln angeordneten karmesin- bis purpurrot gefärbten Blüten aus ungefähr 26 bis 40 samtartigen Petalen bilden eine flache schalen- bis kissenförmige Blüte aus. Die Blütenblätter sind geometrisch geviertelt angeordnet. Die Blüten sind häufig scharlachrot gepunktet, zum Rand hin etwas heller und besitzen manchmal einen schmalen weißlichen Rand. Die Rose zeichnet sich durch einen zarten Duft nach Alten Rosen aus. Die großen, gefüllten Blüten können 8 cm bis 10 cm groß werden. Die Rose besitzt mittel- bis dunkelgrüne, robuste Blätter.
Die ‘Charles de Mills’ gedeiht auch im Halbschatten und ist resistent gegenüber den meisten Rosenkrankheiten. Lediglich gegenüber Mehltau ist die Pflanze anfällig.
Die im Früh- bis Hochsommer blühende Rose ist winterhart (USDA-Klimazone 4 bis 9). Die Rose eignet sich zur Bepflanzung von niedrigen Blumenrabatten und Bauerngärten.
Die Rosensorte wird in vielen Rosarien und Gärten der der Welt, unter anderem im New York Botanical Garden, San Jose Heritage Rose Garden, im Parc de la Tête d’Or, im Royal Botanic Gardens (Kew), im Alnwick Garden, im Bergpark Wilhelmshöhe sowie im Europa-Rosarium Sangerhausen gezeigt.

## Namensgebung
Die Namensgebung der Rose ist in der Literatur umstritten. Nach einigen Autoren soll der Name auf den von 1785 bis 1815 amtierenden Präsidenten der Britischen Ostindien-Kompagnie Charles Mills zurückgehen. Andere Quellen führen den Namen auf den Briten Charles Mills zurück, der Mitte des 19. Jahrhunderts im Garten einer römischen Villa einen in dieser Zeit berühmten Rosengarten mit zahlreichen Pergolen anlegte.

## Auszeichnungen (Auswahl)
- Royal Horticultural Society - Award of Garden Merit (1993)
- Eugene Rose Society Show - Dowager Rose Queen (2000)
- Grays Harbor Rose Society Show - Dowager Rose Queen (2000)
- Medford Rose Society Show - Dowager Rose Queen (2000)
- Rogue Valley Rose Society Show - Dowager Rose Queen (2000)
- Millstream Rose Society Show - Dowager Rose Queen (2001)
- Missoula Rose Society Show - Dowager Rose Queen (2001)
- Reading-Berks Rose Society Show - Dowager Rose Queen (2001)
- Richmond Rose Society Show - Dowager Rose Queen (2001)
- Syracuse Rose Society Show - Dowager Rose Queen (2001)
- Warren Rose Society Show - Dowager Rose Queen (2001)
- Olympia Rose Society Show - Dowager Rose Queen (2012)
- Pacific Northwest District Show - Dowager Rose Queen (2012)